# Nayef Aguerd
Nayef Aguerd (en arabe : نايف أڭرد, en berbère : ⵏⴰⵢⴼ ⴰⴳⴳⵔⴷ) né le 30 mars 1996 à Kénitra (Maroc), est un footballeur international marocain jouant au poste de défenseur central au West Ham United.
Il est formé à l'Académie Mohammed VI et fait ses débuts professionnels avec le Fath US de Walid Regragui. Il joue la finale de la Coupe du Maroc lors de sa deuxième saison et remporte aussi la Botola Pro. En 2018 il est transferé au Dijon FCO en Ligue 1 du championnat français où il joue deux saisons puis arrive au Stade rennais FC et prend part en 2020 à sa première Ligue des champions de l'UEFA. Transféré en 2022 à West Ham United, il remporte la Ligue Europa Conférence en 2023.
Il passe sa jeunesse dans les catégories inférieures de l'équipe du Maroc, avant de faire ses débuts avec l'équipe première en 2016 sous Hervé Renard. Il est sacré champion du CHAN 2018 avec l'équipe du Maroc A' sous Jamal Sellami. Il prend également part à la CAN 2021, la Coupe du monde 2022 et la CAN 2023.

## Biographie

### Naissance, enfance et débuts (1996-2009)
Nayef Aguerd naît le 30 mars 1996 à Kénitra (Maroc) et grandit dans le quartier de Taïbia. Il a une grande sœur, Jawaher Aguerd. Son père, Said Aguerd, est un ancien footballeur en première division marocaine. Sa mère, enseignante, travaille dans une crèche à Kénitra. Issu d'une famille de footballeurs, son oncle paternel est l'ancien international marocain et ancien joueur du Kénitra AC, M'jid Aguerd. Son cousin paternel, Hamza Aguerd, pratique le futsal au niveau professionnel. Malgré cela, Aguerd adopte le basket-ball comme hobby, mais pratique également le football dans son quartier avec ses amis, jouant souvent au bord de la rivière Sebou située au quartier la cité,.
Nayef reçoit par sa mère une éducation plutôt stricte, lui interdisant la pratique du football pour laisser place aux études. À l'école, Nayef Aguerd est un bon élève et fait six années d'études primaires à Kénitra. Son père emmène souvent Nayef pour prendre place dans les tribunes du Stade municipal de Kénitra.
Il intègre l'académie du Kénitra AC dès son plus jeune âge et est formé par l'entraîneur Houssaine Anafal. Évoluant avec la catégorie inférieure du Kénitra AC, Nayef Aguerd est repéré par le directeur de l'Académie Mohammed VI, Nasser Larguet en 2009. Donnant la priorité aux études, la mère de Nayef Aguerd refuse tout contrat mais une visite guidée à Salé au Centre sportif de Maâmora finit par la convaincre d'accepter.

### Carrière en club

#### Formation à l'académie et débuts au Fath US (2009-2018)
Âgé de douze ans, le jeune joueur quitte son domicile familial pour s'installer dans l'internat de l'Académie Mohammed VI pendant deux ans. Jouant principalement au poste de milieu de terrain, il recule pour se convertir en défenseur central.
Il signe en 2010 au sein du Fath US et évolue dans le championnat amateur. Il joue une saison chez les Rbatis avant de retourner dans le centre de formation de l'Académie Mohammed VI avec lequel il évolue aux côtés de Hamza Mendyl, Youssef En-Nesyri ou encore Reda Tagnaouti. Dans l'académie, il adopte une bonne discipline et hygiène. Il y fait sa scolarité et obtient un baccalauréat scientifique. En 2013, âgé alors de dix-sept ans, Nayef Aguerd est sur le point de s'engager au Valence CF. À la suite d'un changement de propriétaire du club espagnol, l'opération est remise en cause et le transfert est annulé un jour avant la présentation. Un jour plus tard, le directeur du Fath US, Mohamed Zeghari, passe un coup de fil à Nayef Aguerd pour l'accueillir dans le club. Aguerd rejoint alors librement le Fath US en septembre 2014.

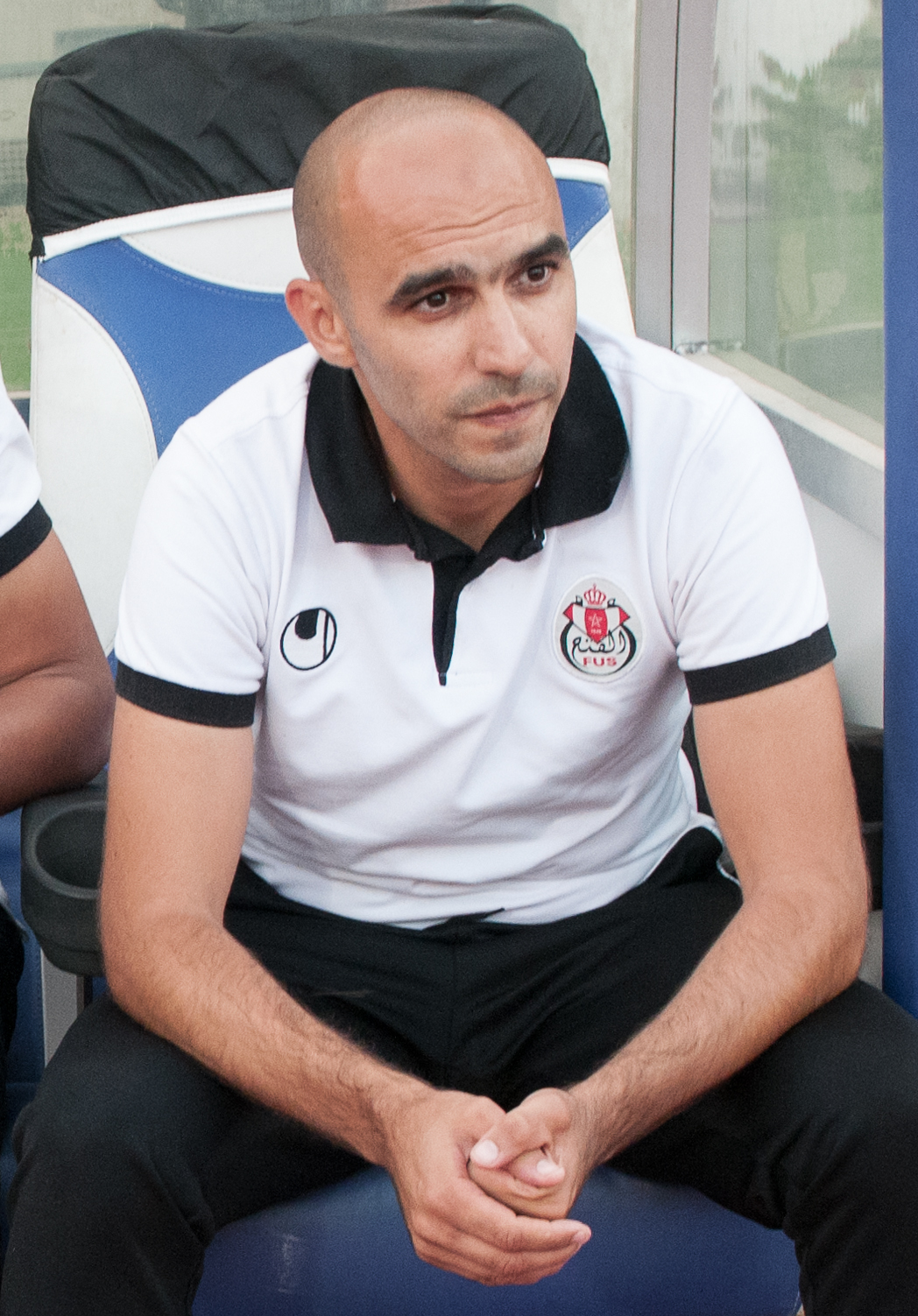
Walid Regragui (ici en 2014) repère Aguerd chez les réservistes du FUS.

Nayef Aguerd dispute un match amical avec la réserve du Fath US face au Stade marocain sous les yeux de l'entraîneur de l'équipe première Walid Regragui. Une mi-temps suffit à Regragui pour complimenter le défenseur, lui proposant de rejoindre l'équipe première et participer aux entraînements. S'en étant allé pour une réunion, Nayef Aguerd commence la deuxième mi-temps et se fracture le poignet droit en tentant de mettre une tête lors d'une action offensive. Dans la foulée, Nayef Aguerd sort sur blessure et est contraint d'être opéré. Walid Regragui rend visite à Nayef Aguerd à l'hôpital et lui promet de faire le nécessaire à l'avenir s'il continue à persévérer avec les amateurs.
Aguerd dispute le restant de la saison avec les amateurs du Fath US et fait ses débuts professionnels le 2 novembre 2014 à l'âge de dix-sept ans face au Chabab Rif Al Hoceima avant de signer son premier contrat professionnel au Fath US en Botola Pro lors de l'année 2014. Le joueur commence sa carrière en portant le no 42 dans un système à cinq défenseurs mis en place par Walid Regragui, composé de Yassir Jarici (piston gauche), Jalal Daoudi (piston droit) et les deux autres défenseurs centraux Abdelfattah Boukhriss et Sy Ass Mandaw. Le 15 février 2015, il inscrit son premier but professionnel face au Wydad Athletic Club (victoire, 3-1). Il termine la saison 2014-2015 à la cinquième place du classement de la Botola Pro. Walid Regragui déclare à propos des débuts professionnels de Nayef Aguerd en interview avec France Football : « Nayef avait des qualités, mais il fallait tout de même avoir une vision à long terme. Il était très fin, c'était une tige, un peu désarticulée, mais j'avais vu son caractère sur le terrain et sa qualité technique. Il possédait la mentalité adéquate pour aller au haut niveau. ».
À l'occasion de sa deuxième saison avec le Fath US, il atteint la finale de la Coupe du Maroc après un match disputé le 18 novembre 2015 au Stade Ibn-Batouta de Tanger face à l'Olympique de Khouribga (match nul, 0-0 ; t.a.b. : défaite, 1-4).

#### Départ pour la France et le Dijon FCO (2018-2020)
Le 12 juin 2018, le site officiel du Dijon FCO annonce le transfert du jeune défenseur marocain pour une durée de trois saisons contre 1,6 M€,. Nayef Aguerd était également courtisé en Espagne, en Turquie et en Suisse. Il déclare à propos de son arrivée en France en interview avec So Foot : « Quand je suis arrivé en France, j’ai senti une énorme différence au niveau tactique et physique. Au début, je trouvais que ça allait à 2000 à l’heure à l’entraînement, il a fallu que je m’adapte. Je me suis ajouté des séances d’entraînement pour arriver au niveau des autres, qui avaient l’habitude de travailler comme ça. Pour ne rien arranger, j’ai eu une blessure musculaire quelques semaines après mon arrivée à Dijon. On me disait que c’était normal puisque mon corps découvrait un nouveau mode de travail. ». Le no 4 lui est attribué sous l'entraîneur Olivier Dall'Oglio. Il rejoint dans cet effectif un certain Fouad Chafik, international marocain qui l'aide dans l'intégration.

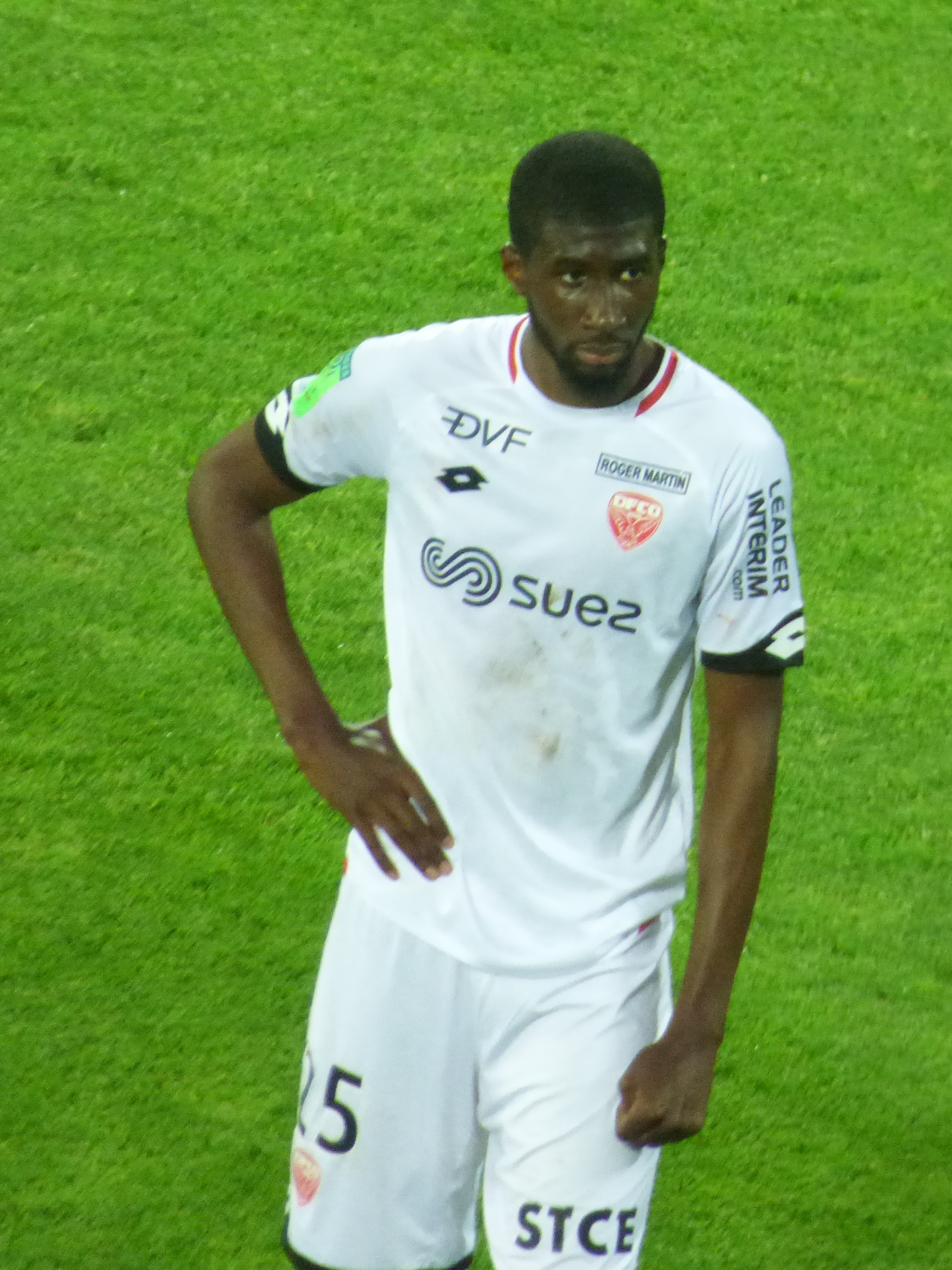
Senou Coulibaly est le concurrent direct d'Aguerd à Dijon FCO.

Nayef Aguerd joue son premier match le 25 août 2018 face à l'OGC Nice où il est l'auteur d'un but lors d'une victoire sur le score de 4-0. En début de partie de saison, il bascule régulièrement d'effectif entre l'équipe première et l'équipe réserve évoluant en National 3. Le 2 décembre 2018, il inscrit son deuxième but de la saison face à Toulouse FC grâce à une passe décisive de Júlio Tavares (match nul, 2-2). Le 14 avril 2019, il inscrit son troisième but face au Stade rennais FC sur une passe décisive de Naïm Sliti (victoire, 3-2). Nayef Aguerd termine la saison 2018-19 à la 18e place du classement de la Ligue 1 et doit disputer les barrages pour éviter d'être relégué en Ligue 2.
Le 10 août 2019, à l'occasion de la première journée de la saison 2019-2020 face à l'AS Saint-Etienne il est mis sur le banc par le nouvel entraîneur Stéphane Jobard pour laisser place à une charnière centrale composée de Bruno Ecuele Manga et Senou Coulibaly (défaite, 1-2). Ce fut également le cas pour les matchs qui suivent face au Toulouse FC (défaite, 1-0) et aux Girondins de Bordeaux (défaite, 0-2). C'est à la quatrième journée, lors du match face à Angers SCO que Nayef Aguerd reçoit sa première titularisation (défaite, 2-0). Le 7 mars 2020, il offre la victoire à son équipe en marquant le but victorieux face au Toulouse FC (victoire, 2-1), avant que le championnat français soit mis à l'arrêt à cause de la pandémie de Covid-19.
Rarement aligné en Ligue 1 à cause des blessures et de l’arrêt prématuré du championnat (seulement 24 matches joués en l'espace de deux saisons), il se montre toutefois convaincant lors de ses apparitions, notamment par la qualité de ses relances et de ses interventions défensives. Il se distingue également par son apport offensif en inscrivant 4 buts en 24 matchs de Ligue 1.

#### Confirmation en Ligue 1 avec le Stade rennais FC (2020-2022)

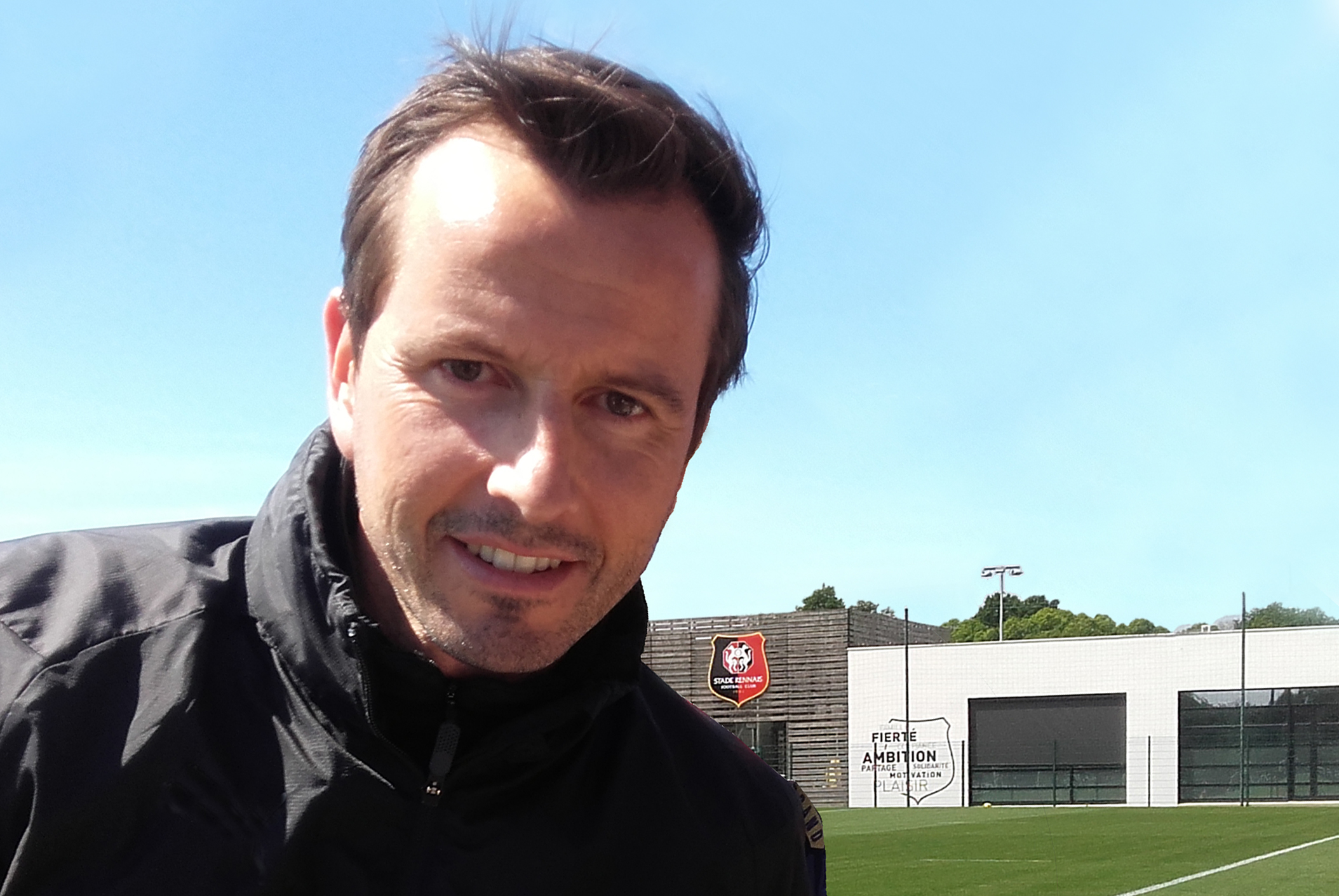
Julien Stéphan est l'entraîneur d'Aguerd à Rennes durant la saison 2020-21.

Le 14 août 2020, Nayef Aguerd signe un contrat de quatre ans en faveur du Stade rennais FC en Ligue 1 contre la somme de 5 M€,. Il hérite du no 6 sous l'entraîneur Julien Stéphan.
Il ne tarde pas à s'illustrer sous ses nouvelles couleurs puisque le lendemain de son arrivée, il marque de la tête sur un coup franc tiré par Benjamin Bourigeaud lors du dernier match de préparation face à l'OGC Nice. Le 22 août 2020, il dispute son premier match de la saison en étant titularisé face au LOSC Lille (match nul, 1-1). Nayef Aguerd inscrit son premier but à l'occasion de la troisième journée de championnat le 13 septembre 2020 face à Nîmes Olympique sur une passe décisive de Benjamin Bourigeaud (victoire, 2-4). Quelques jours plus tard, le 26 septembre 2020, il inscrit son deuxième but de la saison face à l'AS Saint-Etienne (victoire, 0-3). En début de saison, il est le joueur le plus utilisé de l'effectif rennais. En effet, il dispute l'intégralité des neuf premières rencontres de Ligue 1 lors de la saison 2020-2021 et est titularisé lors du premier match de l'histoire du club breton en Ligue des champions face au FK Krasnodar (match nul, 1-1). Son groupe est composé du club russe, du Séville FC et du Chelsea FC. Il est éliminé en phase de groupe, mais dispute la totalité des matchs. Le 8 avril 2021, Nayef Aguerd est nommé pour le Prix Marc-Vivien Foé. Le 23 mai 2021, il dispute son dernier match de la saison avec le Stade rennais FC contre le Nîmes Olympique (victoire, 2-0). Il dispute en total 35 matchs en Ligue 1, marque trois buts et délivre une passe décisive. Il compte également un match en Coupe de France. Le club breton termine la saison à la sixième place du championnat.
Le 8 août 2021, Nayef Aguerd dispute son premier match de la saison 2021-2022 face au RC Lens sous le nouvel entraîneur Bruno Génésio, formant une charnière centrale avec Loïc Badé (match nul, 1-1). Le 19 août 2021, il marque son premier but européen à l'occasion d'un match de Ligue Europa Conférence face au Rosenborg BK (victoire, 2-0). Le 27 août 2021, il prolonge d'une année supplémentaire avec le club breton jusqu'en 2025. Le 24 octobre 2021, il marque son premier but de la saison en Ligue 1 face au RC Strasbourg grâce à une passe décisive de Lovro Majer (victoire, 1-0). Six jours plus tard, il inscrit son deuxième but de la saison face à l'ES Troyes AC (match nul, 2-2). Le 28 novembre 2021, il délivre une passe décisive à Jérémy Doku face au FC Lorient (victoire, 0-2). Le 28 avril 2022, le quotidien France 24 affiche Nayef Aguerd parmi les trois finalistes du Prix Marc-Vivien-Foé. Le 16 mai 2022, le prix est remporté par Seko Fofana. Nayef Aguerd termine la saison 2021-2022 à la quatrième place du championnat en comptabilisant un nombre de 31 matchs joués (deux buts marqués et trois passes décisives délivrées). Il compte également sept matchs joués en Ligue Europa Conférence, compétition durant laquelle il a été éliminé en huitièmes de finale contre le Leicester City FC (score cumulé : défaite, 2-3).
Le 18 juin 2022, après deux saisons disputées au sein du club breton, il annonce sur ses réseaux sociaux son départ du Stade rennais FC,,. Il est félicité et salué par un grand nombre de ses coéquipiers et staffs, dont Martin Terrier qui lui adresse un message sur les réseaux sociaux : « Mon frero tu sais déjà tout, tu vas me manquer. C’était un plaisir d’avoir partagé ces deux années intenses à tes côtés et d’être devenu ton ami, bonne chance dans cette nouvelle étape de ta carrière. ».

#### Découverte de la Premier League avec West Ham United (2022-)
Le 20 juin 2022, il s'engage officiellement avec West Ham United et y paraphe un contrat de cinq ans,,. L'indemnité de transfert versée au club breton est estimée à 35 M€,. Il devient ainsi, avec Ousmane Dembélé, la vente la plus chère de l'histoire du Stade rennais FC.

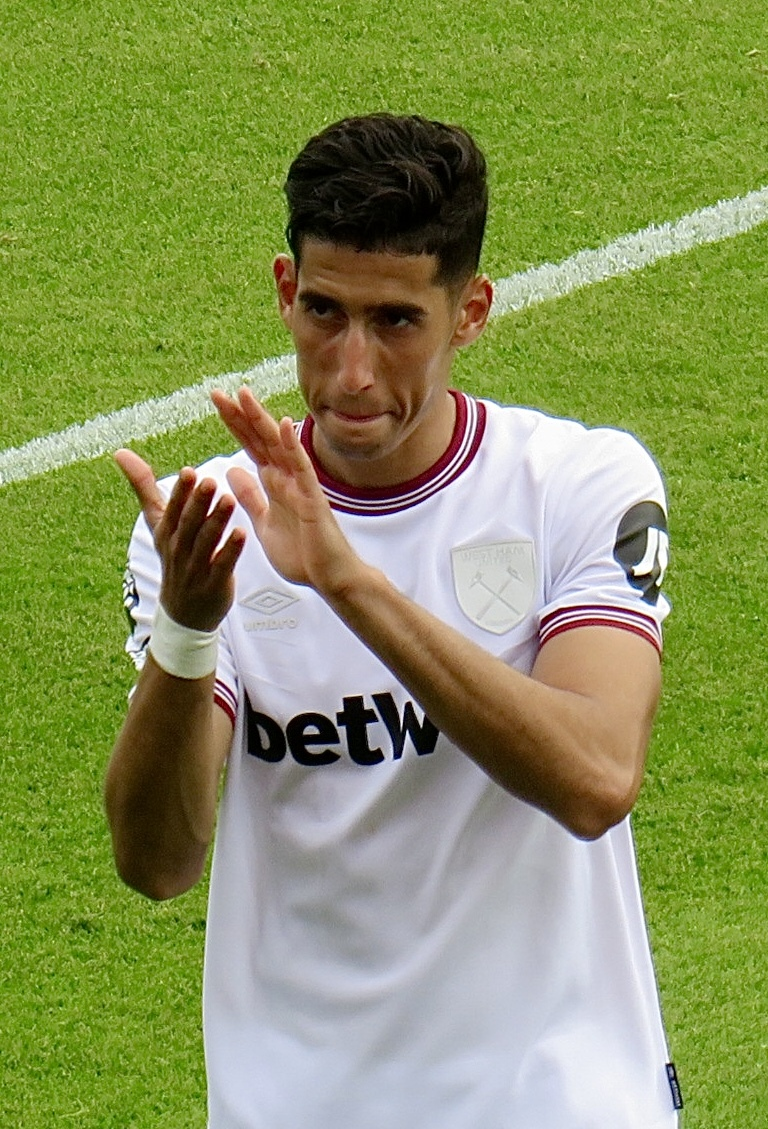
Aguerd gagne rapidement sa place de titulaire à West Ham United en 2023.

Le 19 août 2022, à l'occasion de son premier match amical de présaison face au Celtic Glasgow à l'Ibrox Stadium (défaite, 3-1), il se blesse à la 23e minute et est sérieusement touché à la cheville. Le 25 juillet 2022, il est opéré à sa cheville et est contraint de rater le début de saison avec West Ham. Le 17 octobre 2022, soit, un peu moins de trois mois plus tard, il fait sa réapparition à l'entraînement avec ses coéquipiers. Son entraîneur David Moyes déclare à la presse britannique : « Il va bientôt faire son retour sur le terrain et jouer avec le club, bien avant le début de la Coupe du monde 2022 ». Le 27 octobre 2022, il fait son retour sur le terrain en étant titularisé en Ligue Europa face à Silkeborg IF et cède sa place à la 76e minute (victoire, 1-0). Le 2 avril 2023, il inscrit son premier but et offre la victoire à son équipe grâce à une tête face à Southampton FC.
Le 7 juin 2023, il est titularisé et remporte l'UEFA Europa Conference League après une victoire de 1-2 face à l'ACF Fiorentina au Sinobo Stadium à Prague,. Cependant, il termine la saison en championnat à la quatorzième place du classement de la Premier League.
Le 12 août 2023, il dispute son premier match de la saison en championnat en étant titularisé contre l'AFC Bournemouth (match nul, 1-1). Lors de son deuxième match, il est déjà décisif en inscrivant son premier but contre Chelsea FC à la 7e minute sur une passe décisive de James Ward-Prowse, avant d'être exclu à la 67e minute après avoir écopé un deuxième carton jaune (victoire, 3-1). En Ligue Europa, il inscrit son premier but européen de la saison grâce à une passe décisive de James Ward-Prowse et offre ainsi la victoire à son équipe contre le SC Fribourg (victoire, 1-2).

### Carrière en sélection

#### Parcours junior international (2015)

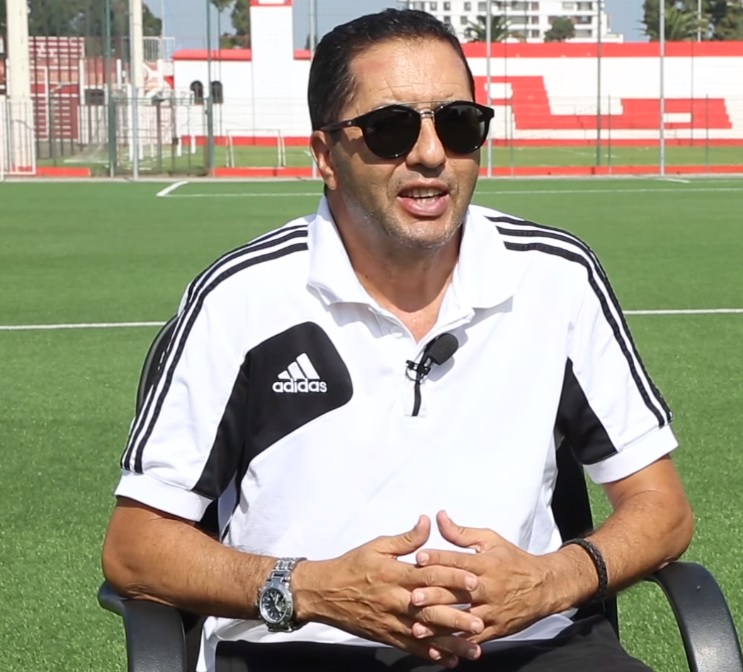
Hassan Benabicha est l'entraîneur d'Aguerd lors du tournoi de Toulon en 2015.

En février 2015, Nayef Aguerd est convoqué par le sélectionneur Abdellah El Idrissi avec le Maroc -20 ans pour un stage de préparation à Maâmoura. En mai 2015, Nayef Aguerd reçoit une première convocation de Hassan Benabicha pour rejoindre la tanière de l'équipe du Maroc olympique et ainsi participer au Festival international espoirs – Tournoi Maurice-Revello. Les autres défenseurs centraux convoqués sont Badr Benoun, Saad Aït Khorsa et Hamza Moussadak.
Le premier match face à l'Angleterre -20 ans se solde sur un match nul de 3-3, auquel Aguerd ne prend pas part. Lors du deuxième match face à la Chine -20 ans qui a lieu au Stade Léo-Lagrange, Nayef Aguerd est titularisé et remporte le match avec un clean-sheet de 0-3, sur des buts marqués par Achraf Bencharki, Soufiane Bahja et Cao Haiqing (en) (contre son camp). Le troisième match face au Mexique -20 ans disputé dans ce même stade et lors duquel Aguerd est de nouveau titularisé, se solde sur une victoire de 2-1, grâce à des buts de Walid El Karti et Achraf Bencharki. Le 8 juin 2015, la finale face à la France -20 ans a lieu et le Maroc perd ce match sur le score de 3-1. L'unique but du match est marqué par Adam Ennafati. Nayef Aguerd n'a pas pris part à la finale et est resté 90 minutes sur le banc.

#### Vainqueur du CHAN avec le Maroc A' (2016-2018)
En janvier 2016, M'hamed Fakhir, sélectionneur du Maroc A' publie sa liste des 23 joueurs pour le CHAN 2016 au Rwanda. Nayef Aguerd n'est cependant pas repris dans la sélection, laissant place à quatre défenseurs centraux expérimentés : Jaouad El Yamiq, Youssef Aguerdoum, Mohamed Abarhoun et Mohamed Oulhaj. Éliminés au premier tour, le sélectionneur démissionne. L'entraîneur Jamal Sellami est alors présenté comme nouveau sélectionneur de l'équipe du Maroc A' et se met au travail en cherchant du renouveau dans le championnat local, ne tardant pas à convoquer Nayef Aguerd pour deux matchs amicaux : le 10 octobre 2017 face à la Mauritanie A' (victoire, 4-2) et le 13 novembre 2017 face à la Gambie A' (défaite, 1-2).
Le 9 janvier 2018, le sélectionneur Jamal Sellami publie sa liste finale des joueurs marocains pour le CHAN 2018 qui a lieu au Maroc, dans laquelle Nayef Aguerd n'est pas repris,,. Le 16 janvier 2018, Nayef Aguerd est appelé en renfort pour remplacer Jaouad El Yamiq, blessé lors des entraînements. Le 18 janvier 2018, à l'occasion du premier match face à la Mauritanie A', Nayef Aguerd est titularisé (victoire, 4-0). Il dispute également les deux autres matchs de la phase de groupe face à la Guinée A' (victoire, 3-1) et le Soudan A' (match nul, 0-0). En quarts de finale face à la Namibie A', Jaouad El Yamiq est de retour et Nayef Aguerd prend place sur le banc du Maroc (victoire, 2-0). Il file en demi-finale face à la Libye A' (victoire, 3-1) et remporte le CHAN après une victoire en finale face au Nigeria A' sur le score de 4-0.

#### Équipe du Maroc (depuis 2016)

##### Débuts sous l'ère Hervé Renard (2016-2018)

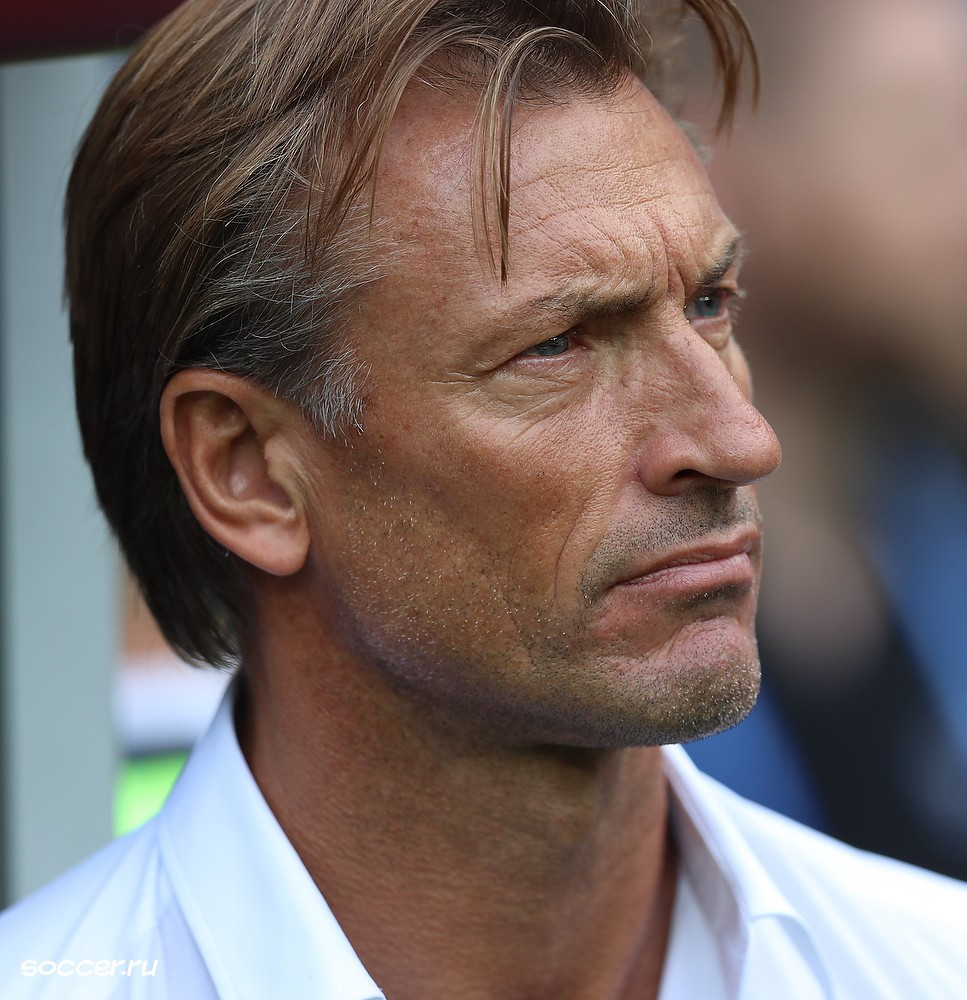
Aguerd reçoit sa première sélection en 2016 sous Hervé Renard (ici en 2018).

Repéré par le sélectionneur français Hervé Renard, il dispute son premier match en équipe du Maroc le 31 août 2016, en amical contre l'Albanie dans un match qui se solde par un score de 0-0 au Stade Loro-Boriçi à Shkodër. Lors de ce match, un autre jeune joueur qui est testé pour la première fois est Ryan Mmaee. À l'occasion des qualifications à la Coupe du monde 2018 disputée en Russie, il voit ses chances de participer à la compétition s'envoler à cause de la concurrence palpitante dans la défense centrale qu'occupent Mehdi Benatia, Romain Saïss et Manuel da Costa.
Le 2 septembre 2018, il figure sur la nouvelle liste d'Hervé Renard, dans laquelle Noussair Mazraoui fait également sa première apparition pour un match officiel face au Malawi comptant pour les qualifications à la CAN 2019. Il dispute ses premières minutes officielles avec l'équipe première du Maroc le 8 septembre 2018 face aux Malawites en entrant en jeu à la 84e minute à la place de Youssef Aït Bennasser pour former en fin de match une charnière centrale avec Romain Saïss (victoire, 3-0). Nayef Aguerd ne prendra finalement pas part à la CAN 2019.

##### Pièce maitresse sous Vahid Halilhodžić (2019-2022)
Peu après la CAN 2019, Vahid Halilhodžić est le nouveau sélectionneur du Maroc et fait régulièrement appel à Nayef Aguerd pour occuper le poste de défenseur central aux côtés de Romain Saïss. Nayef Aguerd succède définitivement à Mehdi Benatia qui prend sa retraite internationale. Il se qualifie facilement à la CAN 2021 et dispute la quasi-totalité des matchs de qualifications à la Coupe du monde 2022.
Le 23 décembre 2021, il figure officiellement dans la liste des 28 joueurs sélectionnés de Vahid Halilhodžić pour la Coupe d'Afrique des nations 2021 qui se dispute au Cameroun. Le 18 janvier 2022, à l'occasion du troisième match de poule face au Gabon, il marque un but contre son camp à la 81e minute (match nul, 2-2). Parvenant à se qualifier en huitièmes face au Malawi (victoire, 2-1), il est éliminé en quarts de finale face à l'Égypte (défaite, 2-1). Lors de ce match, il dispute 120 minutes.
Le 25 mai 2022, il est convoqué pour un match de préparation à la Coupe du monde 2022 face aux États-Unis ainsi que deux autres matchs qualificatifs à la CAN 2023 face à l'Afrique du Sud et au Liberia. Le 1er juin 2022, il commence titulaire en amical face aux États-Unis à Cincinnati et fait l'expérience d'une première grande défaite en sélection (défaite, 3-0),. Le 9 juin 2022, il débute en tant que titulaire à l'occasion du premier match des éliminatoires de la Coupe d'Afrique 2023 face à l'Afrique du Sud et remporte difficilement le match sur le score de 2-1,,.

#### Coupe du monde 2022 sous Walid Regragui (depuis 2022)
Le 12 septembre 2022, il est absent de la liste du nouveau sélectionneur du Maroc Walid Regragui (son ancien entraîneur au Fath US) pour un stage de préparation à la Coupe du monde 2022 à Barcelone et Séville pour deux confrontations amicales, notamment face au Chili et au Paraguay,.
En effet, Nayef Aguerd est blessé depuis le début de saison à la suite d'un match amical disputé le 19 août 2022 avec West Ham United FC. Cependant, en conférence de presse, le nouveau sélectionneur précise que Nayef Aguerd sera important pour l'effectif afin de former une charnière centrale avec Romain Saïss à la Coupe du monde 2022. Lors des deux matchs de préparation, il est remplacé par Achraf Dari qui dispute 90 minutes lors des deux matchs.

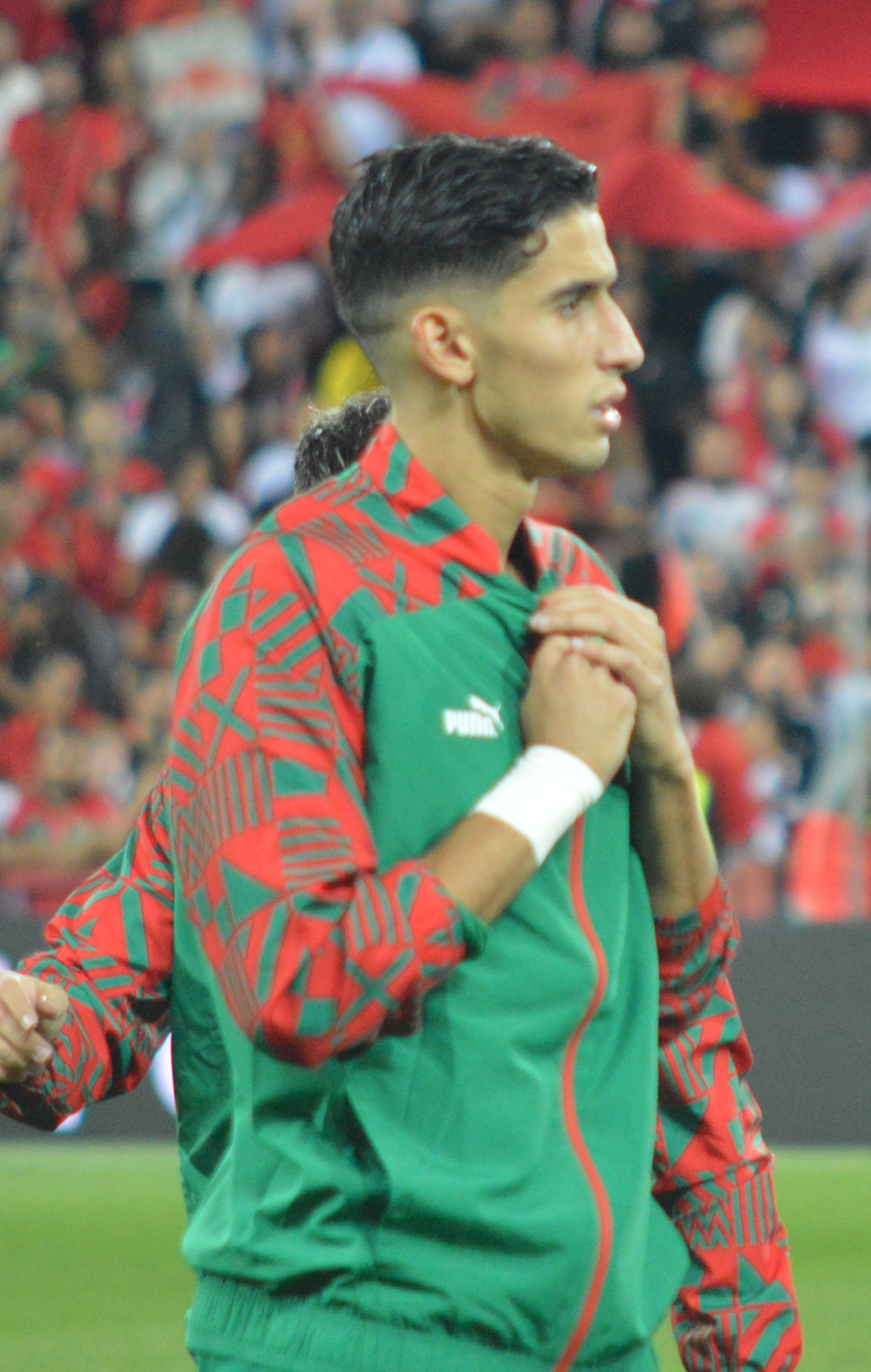
Aguerd devient un élément indispensable en 2022.

Le 10 novembre 2022, il figure officiellement dans la liste des 26 joueurs sélectionnés par Walid Regragui pour prendre part à la Coupe du monde 2022 au Qatar. Le 23 novembre 2022, il est titularisé pour son premier match de compétition face à la Croatie et dispute 90 minutes (match nul, 0-0). Contre la Belgique, il dispute à nouveau 90 minutes et remporte le match sur le score de 2-0. Le Maroc valide son ticket pour les huitièmes de finale après une nouvelle victoire face au Canada (victoire, 2-1). Lors de ce match, il marque contre son camp. Avec sept points, le Maroc termine à la tête du classement du groupe. En huitièmes de finale face à l'Espagne, il dispute 84 minutes avant de sortir sur blessure. Ses coéquipiers atteignent la séance des penaltys (victoire, 3-0). Nayef Aguerd rate ainsi les quarts de finale face au Portugal (victoire, 1-0), la demi finale contre la France (défaite, 2-0) et le match de la troisième place face à la Croatie (défaite, 2-1). Au total et sous Nayef Aguerd en tant que titulaire, le Maroc n'encaisse qu'un seul but en quatre matchs, notamment le but contre son camp d'Aguerd. La charnière centrale blessée (Romain Saïss également) est remplacée par Jawad El Yamiq et Achraf Dari.
Le 20 décembre 2022, à l'occasion de son retour du Qatar, il est invité avec ses coéquipiers au Palais royal de Rabat par le roi Mohammed VI, le prince Hassan III et Moulay Rachid pour être officiellement décoré Ordre du Trône, héritant du grade officier,,,.

#### Qualifications et Coupe d'Afrique 2023
Le 25 mars 2023, les Marocains font leur retour à domicile et sont accueillis par 65 000 supporters au Stade Ibn-Batouta de Tanger à l'occasion d'un match amical face au Brésil (victoire, 2-1),,. Nayef Aguerd dispute ce match en étant titularisé et est à l'origine d'une prestation remarquable en formant un mur défensif avec Romain Saïss, qui laisse l'unique chance à l'adversaire d'inscrire un but à la suite d'une boulette du gardien Yassine Bounou. Cette victoire du Maroc entre dans l'histoire et l'équipe du Maroc devient la première équipe arabe de l'histoire à battre le Brésil. Ce match bat également une audience record au sein de la population marocaine locale avec au moins 10 millions de téléspectateurs,. Trois jours plus tard face au Pérou, il est de nouveau titularisé et les Marocains font match nul au Stade Metropolitano de Madrid (0-0),.
Sélectionné en septembre 2023, le premier match contre le Liberia, entrant dans le cadre des qualifications à la CAN 2023 est annulé et reporté à la suite du seisme du Maroc,. Cependant, le deuxième match prévu en amical contre le Burkina Faso est maintenu et joué au Stade Bollaert-Delelis de Lens,. Lors de ce match, il est titularisé (victoire, 1-0),.
Le 28 décembre 2023, il est retenu dans la liste des vingt-sept joueurs marocains sélectionnés par Walid Regragui pour disputer la Coupe d'Afrique des nations 2023 (CAN 2023),,. Le 17 janvier 2024, lors de la CAN 2023, Nayef Aguerd joue son premier match du tournoi, contribuant à la victoire du Maroc 3-0 contre la Tanzanie au Stade Laurent Pokou de San-Pédro,. Au cours du tournoi, le Maroc concède ensuite un match nul 1-1 contre la République démocratique du Congo, une rencontre notée pour une altercation générale en fin de match,. Lors du troisième match, un second clean-sheet est réalisé, contribuant à la victoire 1-0 contre la Zambie. En huitièmes de finale, les Lions de l'Atlas sont éliminés par l'Afrique du Sud sur un score de 2-0,. Aguerd est titularisé dans l'ensemble du parcours du Maroc dans la compétition.

## Style de jeu
Principalement polyvalent, il devient défenseur central lors de son arrivée à l'Académie Mohammed VI. Il déclare : « Quand on jouait dans la rue, il n’y avait pas de poste. J’aimais trop jouer devant, marquer des buts. Mais au centre, le directeur, Nasser Larguet, qui m’a recruté, a choisi de me faire jouer milieu de terrain. Au fur et à mesure, j’ai reculé, car il a estimé que je pouvais faire une carrière en tant que défenseur central. ». Lors de sa jeunesse, il a un retard morphologique par rapport à ses coéquipiers de son âge qui sont plus costauds et grands que lui. Nayef Aguerd compense alors avec sa lecture de jeu et sa technique.

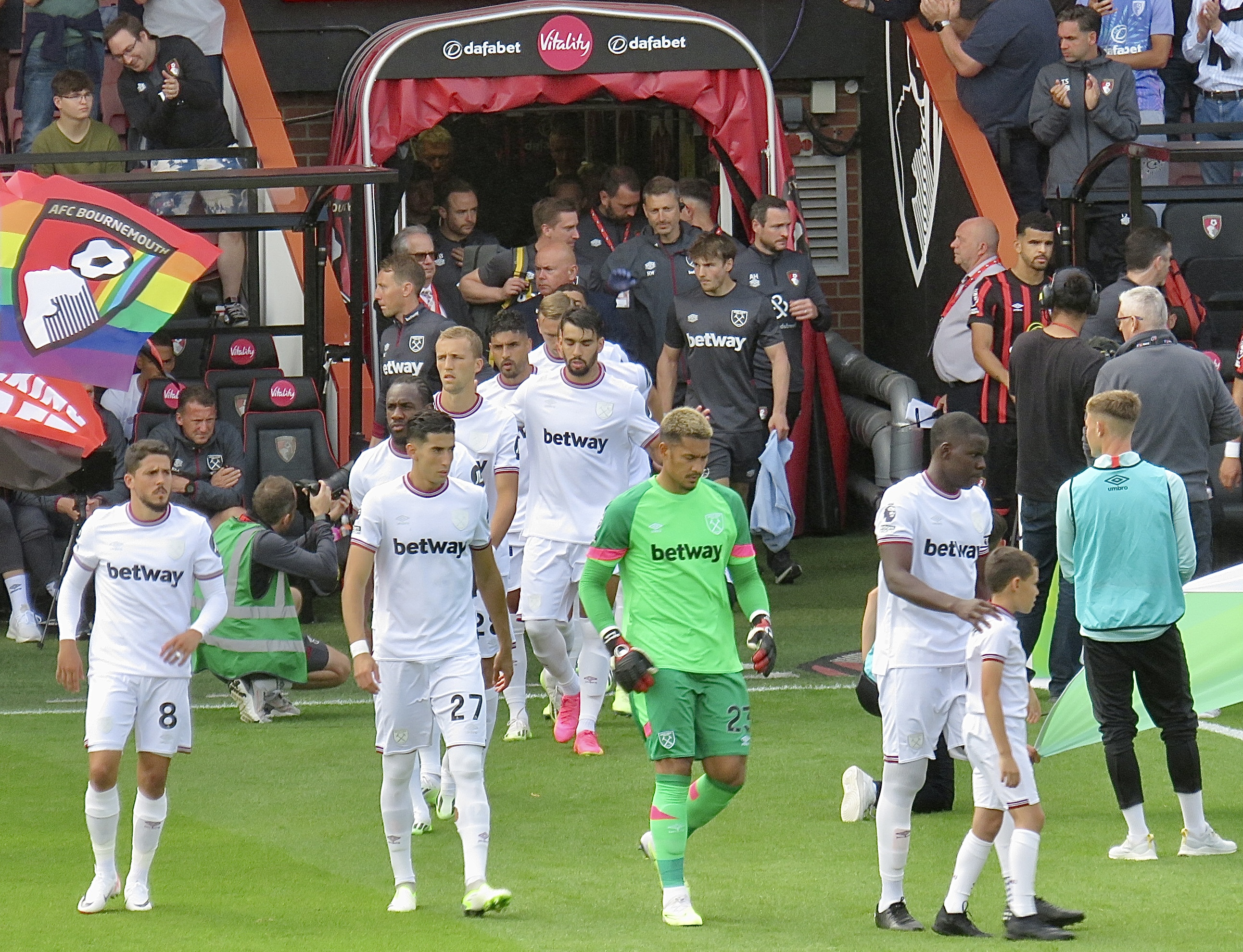
Entrée d'Aguerd (no 27) contre l'AFC Bournemouth en 2023.

Nayef Aguerd est un défenseur gaucher connu pour sa présence aérienne dominante, sa capacité à lire le jeu et sa rapidité de récupération. Il n’est pas le défenseur central le plus naturellement doué en termes de physique, mais il a développé cette partie de son jeu d’année en année et ses proches disent qu’il ne craint pas que ce soit une faiblesse perçue, après s’être testé lors de son passage en France contre des équipes de Premier League en compétitions européennes. Le passage de Julien Stéphan dans sa carrière a joué un rôle décisif dans l'amélioration et le développement de son jeu, notamment en le faisant combiner de nombreux ballons avec Eduardo Camavinga, adoptant ainsi un jeu plus vertical. Le jeu d'Aguerd est désormais caractérisé par son sens de l'anticipation, sa maturité, son jeu de tête et sa relance. En possession du ballon, Aguerd est à l’aise dans la construction de jeu par l’arrière, qu'il a adopté dans le jeu de Bruno Génésio, successeur de Julien Stéphan au Stade rennais FC.
Joueur discret avec une bonne discipline, il est rarement sous les projecteurs des polémiques. Il explique à propos de cela : « Je n'aime pas montrer ma vie privée sur les réseaux sociaux. Tu y verras que du football. Je suis quelqu'un de discret. ».

## Statistiques

### En club
| Saison                | Club                  | Championnat           | Championnat | Championnat | Coupe(s) nationale(s) | Coupe(s) nationale(s) | Compétition(s) continentale(s) | Compétition(s) continentale(s) | Compétition(s) continentale(s) | Maroc | Maroc | Total | Total |
| Saison                | Club                  | Division              | M.          | B.          | M.                    | B.                    | Comp.                          | M.                             | B.                             | M.    | B.    | M.    | B.    |
| 2014-2015             | Fath US               | Botola Pro            | 12          | 1           | 4                     | 0                     | C3                             | -                              | -                              | -     | -     | 16    | 1     |
| 2015-2016             | Fath US               | Botola Pro            | 21          | 2           | 4                     | 1                     | C3                             | 1                              | 0                              | -     | -     | 26    | 3     |
| 2016-2017             | Fath US               | Botola Pro            | 24          | 2           | 1                     | 0                     | C1                             | 13                             | 1                              | 1     | 0     | 39    | 3     |
| 2017-2018             | Fath US               | Botola Pro            | 23          | 0           | -                     | -                     | CAC                            | 4                              | 0                              | -     | -     | 27    | 0     |
| Sous-total            | Sous-total            | Sous-total            | 80          | 5           | 9                     | 1                     | -                              | 17                             | 1                              | 1     | 0     | 107   | 7     |
| 2018-2019             | Dijon FCO             | Ligue 1               | 13          | 3           | 4                     | 0                     | -                              | -                              | -                              | 2     | 0     | 19    | 3     |
| 2019-2020             | Dijon FCO             | Ligue 1               | 12          | 1           | -                     | -                     | -                              | -                              | -                              | -     | -     | 12    | 1     |
| Sous-total            | Sous-total            | Sous-total            | 25          | 4           | 4                     | 0                     | -                              | -                              | -                              | 2     | 0     | 31    | 4     |
| 2020-2021             | Stade rennais FC      | Ligue 1               | 35          | 3           | 1                     | 0                     | C1                             | 4                              | 0                              | 3     | 0     | 43    | 3     |
| 2021-2022             | Stade rennais FC      | Ligue 1               | 31          | 2           | -                     | -                     | C4                             | 9                              | 2                              | 15    | 1     | 55    | 5     |
| Sous-total            | Sous-total            | Sous-total            | 66          | 5           | 1                     | 0                     | -                              | 13                             | 2                              | 18    | 1     | 98    | 8     |
| 2022-2023             | West Ham United       | Premier League        | 18          | 2           | 4                     | 0                     | C4                             | 8                              | 0                              | 13    | 0     | 43    | 2     |
| 2023-2024             | West Ham United       | Premier League        | 21          | 1           | 1                     | 0                     | C3                             | 6                              | 1                              | 8     | 0     | 36    | 2     |
| Sous-total            | Sous-total            | Sous-total            | 39          | 3           | 5                     | 0                     | -                              | 14                             | 1                              | 21    | 0     | 79    | 4     |
| 2024-2025             | Real Sociedad (prêt)  | LaLiga                | 21          | 0           | 4                     | 0                     | C3                             | 11                             | 0                              | 6     | 0     | 42    | 0     |
| Total sur la carrière | Total sur la carrière | Total sur la carrière | 231         | 18          | 22                    | 1                     | -                              | 55                             | 4                              | 48    | 1     | 356   | 24    |

### En sélection
Le tableau suivant liste les rencontres de l'équipe du Maroc dans lesquelles Nayef Aguerd a été sélectionné depuis le 31 août 2016 jusqu'à présent :

### Buts internationaux
| Buts internationaux de Nayef Aguerd | Buts internationaux de Nayef Aguerd | Buts internationaux de Nayef Aguerd     | Buts internationaux de Nayef Aguerd | Buts internationaux de Nayef Aguerd | Buts internationaux de Nayef Aguerd | Buts internationaux de Nayef Aguerd | Buts internationaux de Nayef Aguerd | Buts internationaux de Nayef Aguerd | Buts internationaux de Nayef Aguerd |
| 0                                   | Date                                | Lieu                                    | Compétition                         | Résultat                            | Adversaire                          | Détail                              | Détail                              | Détail                              | Sél.                                |
| ----------------------------------- | ----------------------------------- | --------------------------------------- | ----------------------------------- | ----------------------------------- | ----------------------------------- | ----------------------------------- | ----------------------------------- | ----------------------------------- | ----------------------------------- |
| 1er                                 | 2 septembre 2021                    | Complexe sportif Moulay-Abdallah, Rabat | Éliminatoires de la CAN 2021        | V 2-0                               | Soudan                              | 10e                                 | p. gauche                           | 1-0                                 | 7e                                  |
| 2e                                  | 25 mars 2025                        | Stade d'honneur d'Oujda, Oujda, Maroc   | Éliminatoires de la CDM 2026        | V 2-0                               | Tanzanie                            | 51e                                 | p. droit                            | 1-0                                 | 51e                                 |

## Palmarès
Nayef Aguerd, issu de l'Académie Mohammed VI, a commencé sa carrière professionnelle en 2014 avec le Fath Union Sports. Au cours de cette année, il a marqué un jalon en remportant la Coupe du Maroc. L'année suivante, en 2015, son équipe atteint la finale de la Coupe du Maroc. En 2016, il a ajouté une nouvelle réalisation à son palmarès en remportant le championnat marocain. Cependant, son parcours l'a conduit à quitter le Maroc pour la France, où il a signé avec le Dijon FCO. En novembre 2018, il a été honoré en tant que meilleur joueur du club. Son talent a continué à briller lorsqu'il a rejoint le Stade rennais FC, devenant un membre incontournable de l'équipe, et il a régulièrement été inclus dans les équipes-types, notamment celles d'Afrique en 2020 et du Maghreb en 2021 et 2023, selon le journal français L'Équipe,.
| Fath US (2) :                                                                                    | West Ham United (1) :                              | Maroc A' (1) :                   | Maroc -23 ans :                           |
| ------------------------------------------------------------------------------------------------ | -------------------------------------------------- | -------------------------------- | ----------------------------------------- |
| - Botola Pro (1) : - Champion : 2016. - Coupe du Trône : - Vainqueur : 2014. - Finaliste : 2015. | - Ligue Europa Conférence (1) : - Vainqueur : 2023 | - CHAN (1) : - Vainqueur : 2018. | - Tournoi de Toulon : - Finaliste : 2015. |

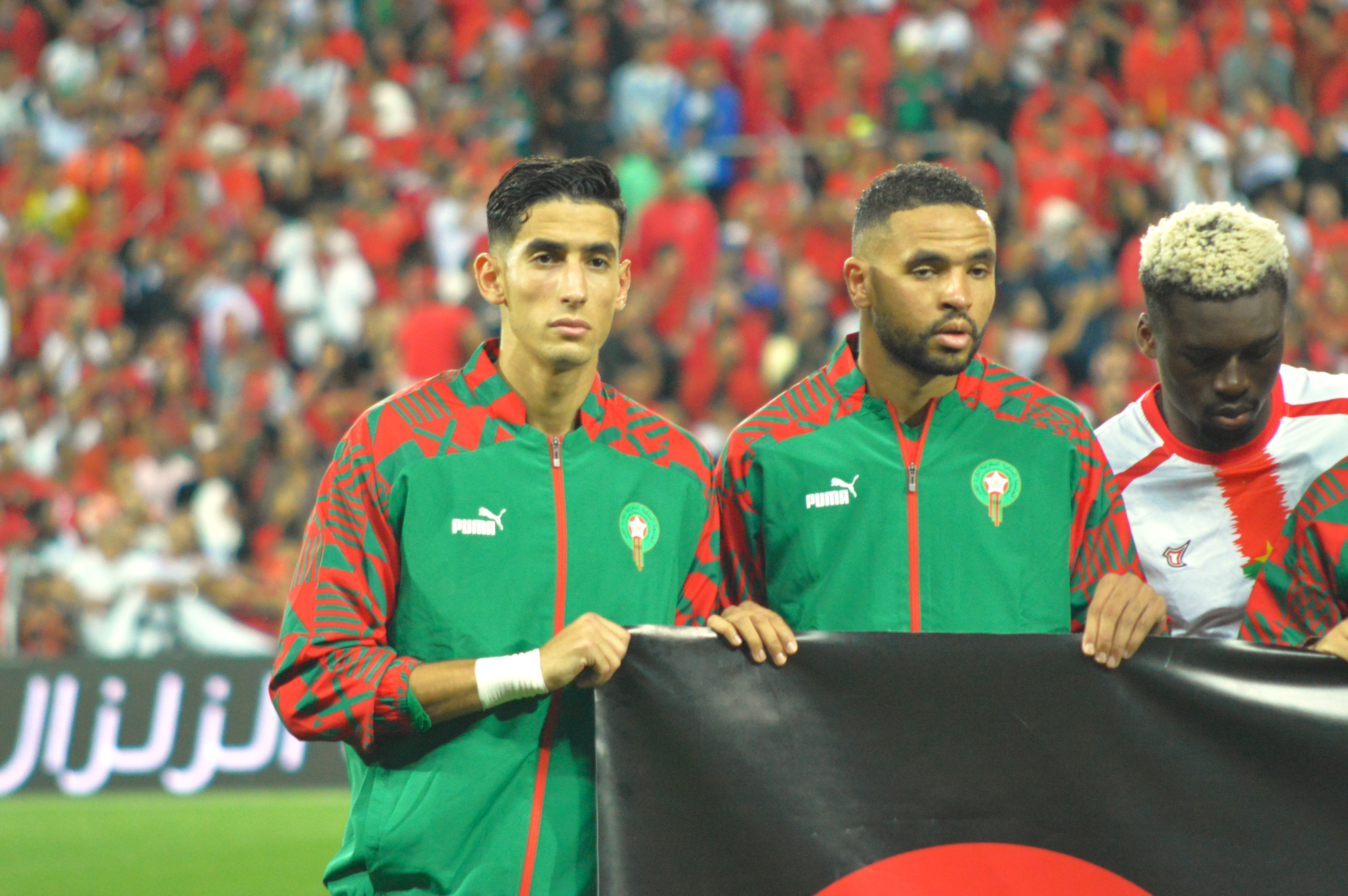
Aguerd (ici accompagné d'En-Nesyri) atteint la 4e place de la Coupe du monde 2022.

Au niveau international, Nayef Aguerd a également marqué des succès notables. En 2015, il a atteint la finale du Tournoi de Toulon avec le Maroc olympique, où ils ont affronté l'équipe de France -20 ans,. Lorsqu'il a rejoint l'équipe nationale A du Maroc, il a connu un succès encore plus marquant en remportant le Championnat d'Afrique des nations en 2018 sous la direction de Jamal Sellami.
Le palmarès de Nayef Aguerd est impressionnant, avec quatre titres à son actif. Il a remporté la Botola Pro en 2016 lorsqu'il jouait au Maroc. Il a également été couronné vainqueur de la Coupe du Trône en 2014 et finaliste en 2015. En France, il a ajouté un titre de vainqueur de la Ligue Europa Conférence en 2023 à son CV. Enfin, il a été membre de l'équipe victorieuse du Championnat d'Afrique des nations en 2018. Sa contribution au succès de ces équipes est indéniable.
Nayef Aguerd a également été reconnu individuellement avec plusieurs distinctions personnelles au fil de sa carrière. En 2018, il a été nommé meilleur joueur du mois de novembre avec le Dijon FCO. En 2020, il a été inclus dans l'équipe-type d'Afrique par l'International Federation of Football History & Statistics (IFFHS). En 2021, il a été honoré en tant que membre de l'équipe-type des huitièmes et des quarts de finale de la Coupe du monde 2022. De plus, il a été sélectionné dans l'équipe-type du Maghreb en 2021 et 2022 par le journal L'Équipe. Enfin, en 2023, sa performance exceptionnelle lui a valu une place dans l'équipe-type de la Ligue Europa Conférence,.
En novembre 2024, il est élu meilleur joueur du mois du Real Sociedad,.

## Décorations
- Officier de l'ordre du Trône — Le 20 décembre 2022, il est décoré officier de l'ordre du Wissam al-Arch[117] — ordre du Trône[118] — par le roi Mohammed VI au Palais royal de Rabat.

### Vie privée

#### Humanitaire
Le 9 septembre 2023, alors qu'il se trouve à Agadir, il se présente exclusivement à l'hôpital avec ses coéquipiers de la sélection marocaine pour un don de sang pour les blessés du séisme au Maroc,,.

### Sources
- Clément Gavard, « Nayef Aguerd : "J'ai toujours pensé que le foot pouvait changer une vie" », So Foot,‎ 20 janvier 2021 (lire en ligne)
- Laurent Frétigné, « Stade Rennais : "C'était mon rêve de venir en Europe", dévoile Nayef Aguerd », Ouest-France,‎ 16 mars 2022 (lire en ligne)
- Johad Rigaud, « Nayef Aguerd, le nouveau taulier rennais », L'Équipe,‎ 9 avril 2022 (lire en ligne)

### Documentaires et interviews
- [vidéo] (ar) #ماتش_بلا_كورة - الحلقة 6 مع نايف أكرد, Elbotola, YouTube, 2018
- [vidéo] (fr) Nayef Aguerd : "Pour un Marocain, j'aime pas trop le soleil" , Free Ligue 1, YouTube, 2022
- [vidéo] (en) Nayef Aguerd meets Carlton Cole, West Ham United FC, 2022
- [vidéo] (fr) 24H de Boulleau au Maroc avec Laure Boulleau, Canal + Sport, 2023[122]
- [vidéo] (ar) Série télévisée Dreamers diffusé en exclusivité sur Arryadia à partir du 6 juin 2023[123]